# Onychiuroides beroni
Onychiuroides beroni is een springstaartensoort uit de familie van de Onychiuridae. De wetenschappelijke naam van de soort is voor het eerst geldig gepubliceerd in 1972 door Gruia.